# Jungfruholmen, Helsingfors
Jungfruholmen, finska: Neitsytsaari, är en ö i Finland. Den ligger i Finska viken och i kommunen Helsingfors i den ekonomiska regionen  Helsingfors i landskapet Nyland, i den södra delen av landet. Ön ligger nära Helsingfors.
Öns area är 1,8 hektar och dess största längd är 220 meter i sydväst-nordöstlig riktning. Jungfruholmen ligger vid Viborgshålet mellan Sandhamn och Villinge.